# Diversidad sexual en Israel

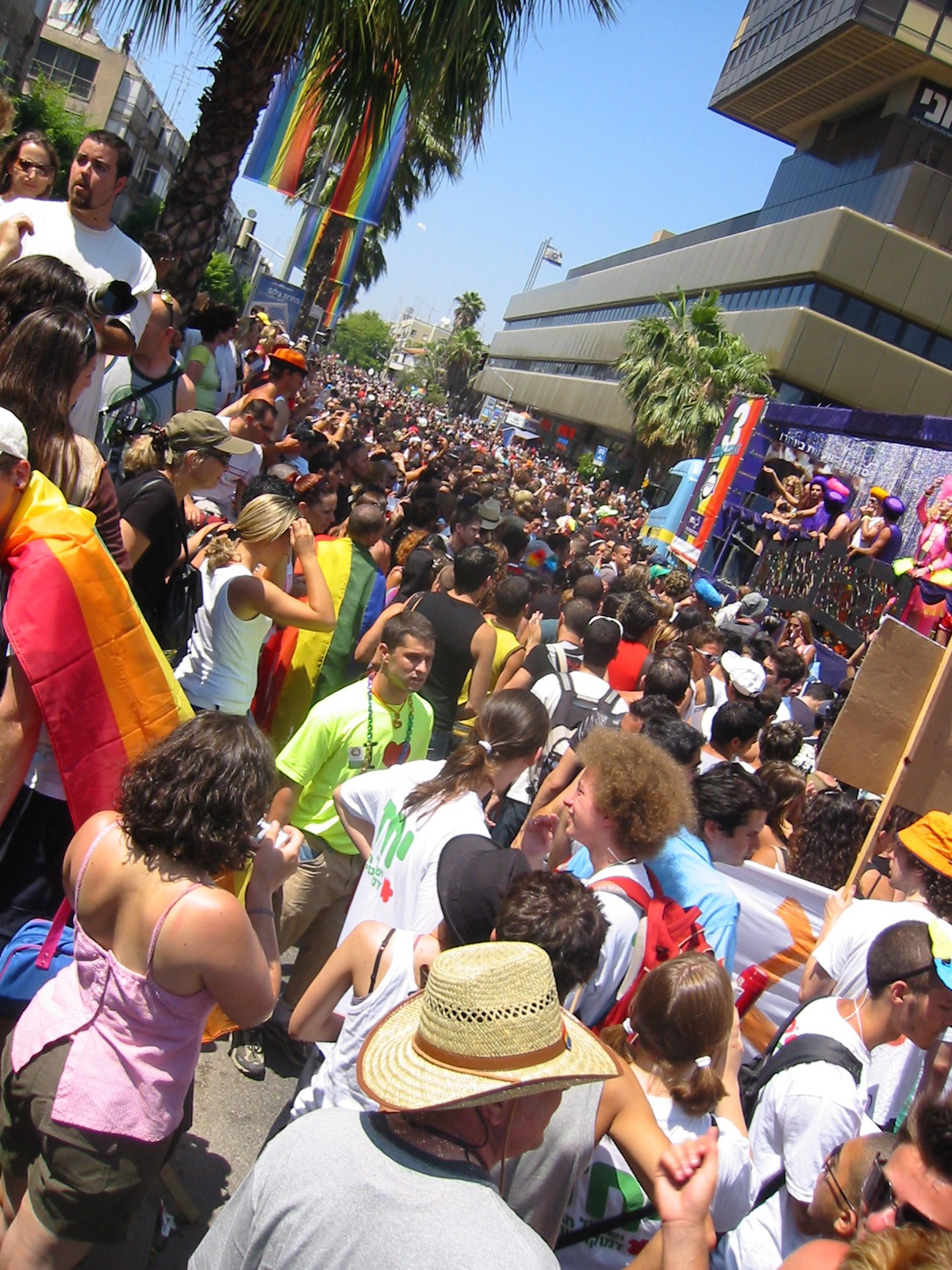
Celebración del orgullo gay en Tel Aviv.

La aceptación social y las protecciones legales a las personas LGBT en Israel son las más amplias de Medio Oriente. La adopción homoparental es legal en Israel y si bien, en la actualidad en Israel no se pueden oficiar matrimonios igualitarios, los matrimonios homosexuales que se realizan en el extranjero son reconocidos por el Estado de Israel. Dentro del territorio nacional, el estatus de matrimonio es equivalente para las parejas de hecho homosexuales, después de numerosas apelaciones en el Tribunal Supremo. En noviembre de 2006, el Tribunal Supremo ordenó al Ministerio de Interior que inscribiera en el Registro Civil a cinco matrimonios homosexuales realizados en el extranjero, de manera que se les aplique la Ley de Matrimonios como a los matrimonios heterosexuales por lo que se convirtió en el primer país del mundo en reconocer matrimonios homosexuales contraídos en el extranjero. La discriminación hacia los homosexuales en el trabajo y en otros ámbitos, está prohibida por ley.[cita requerida]
También, según una encuesta publicada en 2009, posee uno de los porcentajes más altos de aprobación en el mundo, con un 61% de israelíes a favor del matrimonio igualitario y un 60% a favor de la adopción homoparental.
Israel cuenta con una comunidad gay muy activa, que organiza anualmente festivales del orgullo gay en Tel Aviv, Jerusalén y Eilat desde 1998. Tel Aviv es además el centro homosexual más importante del Mediterráneo oriental, con numerosos locales de ambiente y establecimientos orientados al público LGBT. El país cuenta con numerosos artistas LGBT conocidos algunos fuera de sus fronteras, como la cantante Dana International, ganadora de Eurovisión en 1998, el cantante Harel Skaat, el cantautor Ivri Lider, o el cineasta Eytan Fox.
Algunos gais, bisexuales, lesbianas y trans palestinos intentan esconderse ilegalmente en Israel con el objetivo de escapar de la extrema intolerancia, el abuso físico, o desaprobación de sus familias. Existen numerosos grupos en Tel Aviv y Netanya que viven con compañeros israelíes, los cuales les ayudan a esconderse de la policía.
Cabe destacar que la diferencia de Israel con el resto de países de su entorno en el tratamiento de la homosexualidad es enmarcable dentro de las diferencias sociales y culturales del Estado judío con el islam, ya que su base política es una democracia de corte europeo desde la fundación del país en 1948, la población israelí abarca desde los judíos jasídicos hasta los laicos, y por tanto también los homosexuales.

## Matrimonio en Israel
Hasta el 2010 no existía en Israel el matrimonio civil, solo el matrimonio religioso. El Estado reconocía a ciertos grupos religiosos específicos la potestad de realizar matrimonios válidos y todo lo relacionado (divorcios, herencias, etc.) según las normas comunes de su propia comunidad. Estos grupos eran; el judaísmo ortodoxo, el Islam, el druzismo y nueve iglesias cristianas; Iglesia ortodoxa, Iglesia latina, Iglesia apostólica armenia, Iglesia católica armenia, Iglesia católica siria, Iglesia caldea, Iglesia greco-católica melquita, Iglesia ortodoxa etíope, Iglesia maronita y la Iglesia anglicana. No obstante actualmente se admite el matrimonio civil entre personas que logren probar la no pertenencia a ninguna religión. Ninguna de estas comunidades admite aún el matrimonio entre parejas del mismo sexo (aunque la Iglesia anglicana sí las admite en otros países, pero dada la independencia que tiene la comunión anglicana, aún su sección israelí no lo aplica). Algunas religiones como el judaísmo reformista y ciertas iglesias cristianas liberales permiten el matrimonio entre personas del mismo sexo, pero aún no tienen reconocimiento para realizar matrimonios legales.

## Marcha del Orgullo gay de Jerusalén
En 2005 se reunieron los jefes de las mayores religiones de Israel en Jerusalén para impedir el desfile del orgullo gay, contando con el apoyo del alcalde de la ciudad, el ultraconservador Uri Lupolianski, pero perdió el pulso en los juzgados, teniendo que contribuir con fondos a la celebración del evento. El festival del orgullo gay fue planeado para agosto de 2005, a pesar de las protestas de grupos religiosos de las tres principales religiones. 
Sin embargo, tuvo que ser pospuesto debido a que la seguridad no pudo ser asegurada, al estar las fuerzas de seguridad israelíes saturadas con el plan de retirada unilateral de Gaza. El desfile es frecuentemente alterado por la violencia de judíos ultraortodoxos que se oponen a la celebración. El 30 de junio de 2005, Yishai Schlissel apuñaló a tres manifestantes durante el desfile del orgullo gay en Jerusalén. Como resultado, fue declarado culpable de intento de homicidio y agresión agravada, y sentenciado a doce años de prisión. En 2008, estuvo hospitalizado durante un mes y medio por problemas de salud mental y se le diagnosticó un trastorno psiquiátrico paranoide, pero el año anterior, su condena fue rebajada a 10 años. Schlissel cumplió su condena en la prisión de Maasiyahu, saliendo de prisión en junio de 2015.
Diez años después del primer ataque, el 30 de julio de 2015, cuando Schlissel atacó a un contingente de la marcha del orgullo gay, matando a la asistente Shira Banki de 16 años, e hiriendo a cinco personas más.  El 19 de abril de 2016, fue condenado, y el 26 de junio de 2016,se confirmo que cumpliría  cadena perpetua más 31 años y se le ordenó pagar 2.064.000 NIS en compensación a las familias de sus víctimas.

## Judaísmo, cristianismo, islam y homosexualidad en Israel

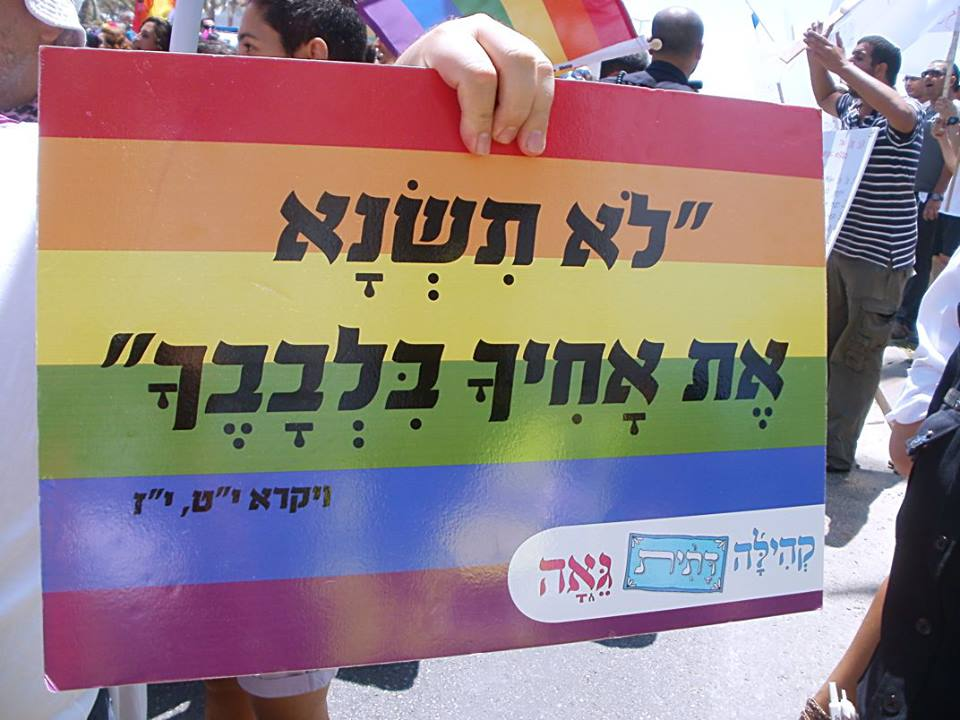
Mensaje en bandera LGBT: No odies a tu hermano en tu corazón.

Es un importante centro religioso para las tres mayores fes monoteístas del mundo, tres religiones que no aceptan la práctica de la homosexualidad. Sin embargo, existen ciertas opiniones y contradicciones en algunas de estas tres confesiones que, hasta la fecha, se encuentran en debate o discusión respecto al respeto y la aceptación. Partidos ortodoxos, como Shas y Agudat Israel, se han expresado en varias ocasiones en contra de las leyes que favorecen los derechos gais y contra las manifestaciones públicas del movimiento. En cambio, en algunas confesiones religiosas, como el judaísmo reformista, el judaísmo reconstruccionista, el judaísmo conservador y algunas ramas del cristianismo, sí apoyan la reivindicación de los derechos de la comunidad LGBT.

## Adopción homoparental
En febrero de 2008, una corte de Israel permitió que las parejas del mismo sexo adoptaran a un niño también si no está biológicamente relacionado con alguno de los padres; para julio de 2017, el gobierno israelí informó que el Tribunal Supremo de Israel no abolirá los procesos discriminatorios contra la adopción de parejas homoparentales, justificándolo con la afirmación que las parejas homoparentales adiciona a los niños "bagaje adicional". La situación mejoró para agosto de 2017 cuando el gobierno israelí anunció nuevos criterios para la adopción sin importar la orientación sexual, además el trato igualitario tanto a parejas del mismo o del sexo opuesto.

## Servicio militar

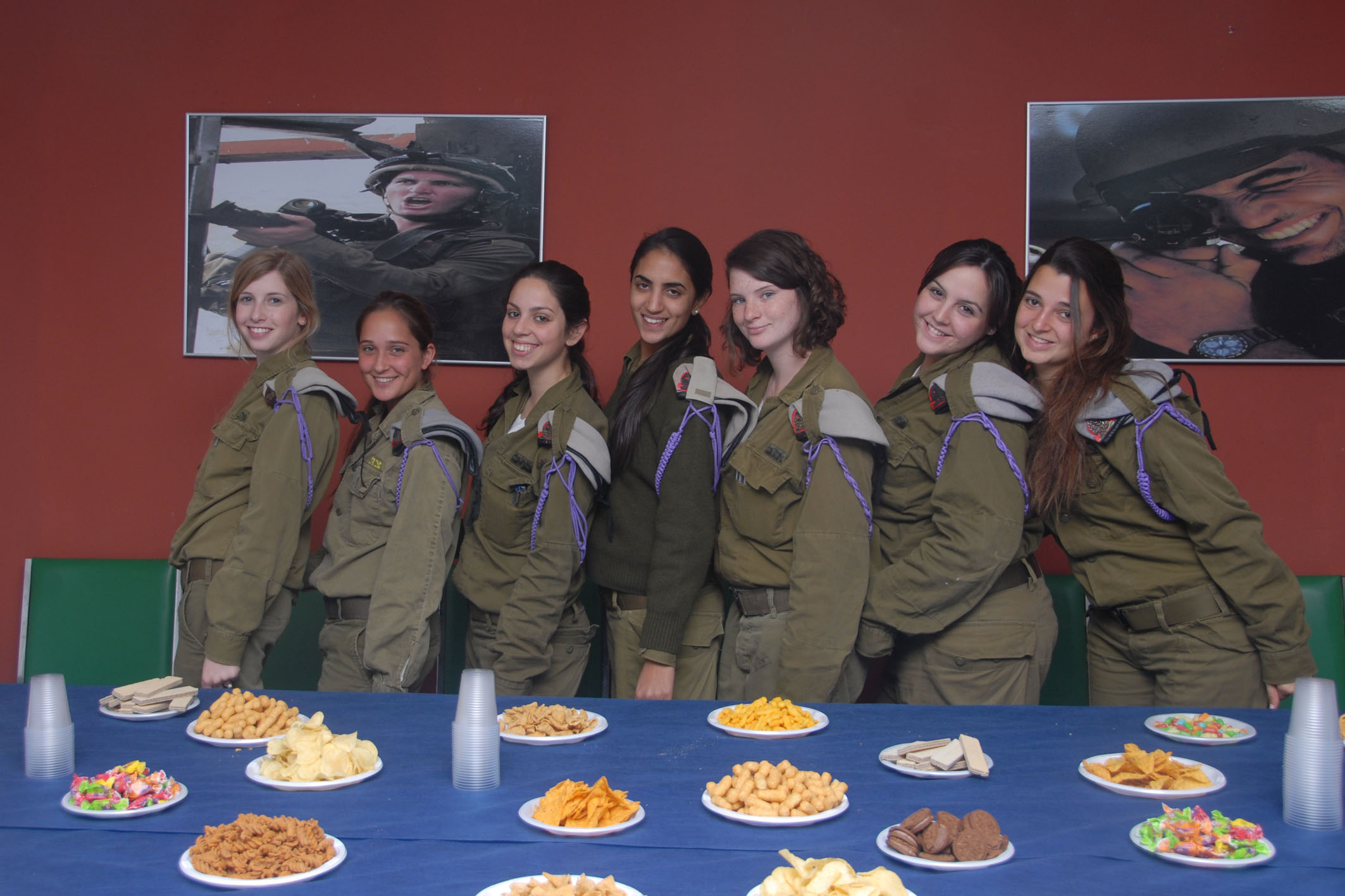
Grupo de mujeres de las Fuerzas de Defensa de Israel.

Los soldados gais, lesbianas y bisexuales pueden servir sin obstáculos y hacer el servicio militar, además la discriminación y la amenaza hacia ellos está prohibida; el ejército reconoce las parejas del mismo sexo y permite a sus soldados participar en eventos relacionados con la comunidad LGBT. En 1956 dos soldados fueron juzgados por actos homosexuales, el tribunal militar definió la conducta sexual "contraria a la naturaleza" y sufrieron una sentencia de un año en prisión, para el año 1960 la Suprema Corte de Israel limitó la aplicación de leyes contra la homosexualidad, entre 1960 y 1993 se le permitió a gais, lesbianas y bisexuales formar parte del ejército.
Las Fuerzas de Defensa de Israel no consideran la disforia de género como un impedimento para servir al ejército, de hecho, la institución considera tratamientos médicos de apoyo para aquellos diagnosticados con transexualismo. Los jóvenes de Israel diagnosticados con disforia de género pueden optar por no realizar servicio militar, sin embargo, la cantidad de unidades de militares con integrantes homosexuales que sirven al ejército aumenta; en 2013 la IDF permitió unirse a la primera mujer transexual. Shachar Erez, un joven transgénero se unió siendo mujer, durante su periodo decidió revelar su género y fue graduado como oficial masculino, continuando sus servicios en las Fuerzas de Defensa de Israel.

## Protección contra discriminación

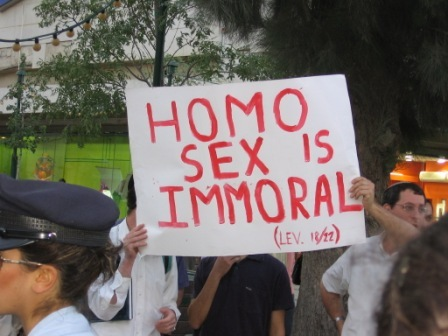
Manifestantes en un desfile del orgullo gay en Jerusalén, Israel (30 de junio de 2005) con un cartel que dice: "El sexo homosexual es inmoral (Levítico 18/22)"

En 1992 una legislación para proteger a los empleados contra la discriminación basada en la orientación sexual fue aprobada, la ley considera que cualquier crimen violento motivado por la orientación sexual es considerado un crimen de odio y la condena es mayor; desde 2014 los jóvenes LGBT de varias escuelas han recibido protección de la ley.

## Condiciones de vida

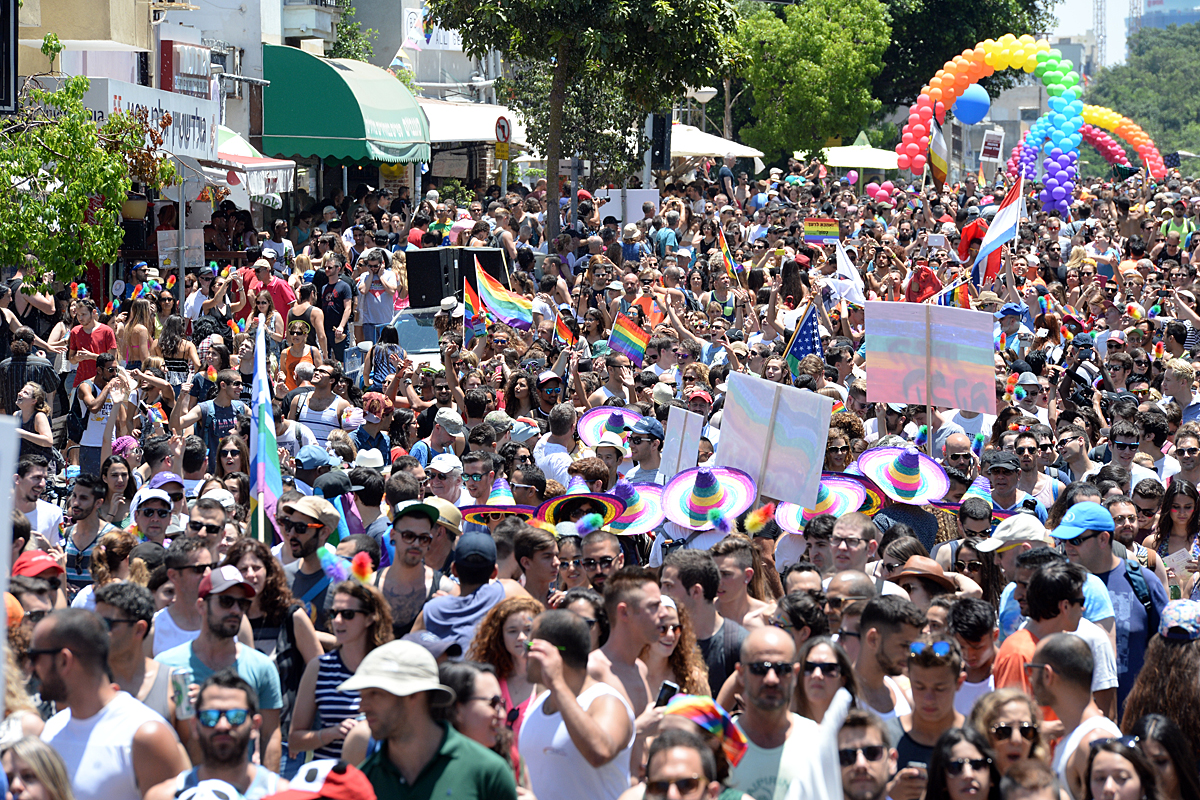
Desfile del orgullo gay en Tel Aviv en 2015.

Desde 1998 la comunidad LGBT de Israel está activa en eventos como festivales y desfiles, siendo principalmente celebrados en ciudades como Tel Aviv, Haifa, Hadera, Petah Tikva y Jerusalén. El desfile del orgullo en Jersualén ganó notoriedad internacional por los intentos de disolverlo por parte del alcalde de la ciudad, el gobierno local perdió la demanda y fue obligado a aportar fondos para el evento. Varios eventos fueron celebrados con mucha seguridad y grupos de presión de las principales religiones del país.
En el ámbito de la salud, el Ministerio encargado del tema aprobó un programa para la prevención de la transmisión de ETS y esto continuó con la creación de varias clínicas enfocadas a la comunidad LGBT. En 2013 una encuesta pública mostró que el apoyo al matrimonio igualitario era de 59%, para el año 2016 una encuesta mostró que el apoyo al reconocimiento del matrimonio entre personas del mismo sexo subió hasta un 76%.

## Medios de comunicación
La primera cinta orientada al tema de la comunidad LGBT fue creada por el director Amos Guttman, la historia cuenta la vida de un joven israelí homosexual de grandes sueños y esperanzas viviendo con sus abuelos. Otro notable director de cine LGBT es Eytan Fox, quien se enfoca en la vida de personas gay en Israel, también creador de programas de televisión con personajes y temáticas orientadas a la comunidad homosexual. Desde 1993 la cadena comercial Channel 2 emite contenido relacionado con la comunidad LGBT resaltando temas como política, cuestiones sociales, generando visibilidad y aceptación.

## Pinkwashing
La escritora Sarah Schulman de la Universidad City de Nueva York mencionó que el gobierno de Israel usa el tema LGBT en sus relaciones públicas para promover la percepción del país como una democracia moderna y un lugar seguro para las inversiones, además se ha reportado en medios que el Ministerio de Exterior del país promueve el portal Gay Israel para cambiar los estereotipos negativos que occidente tiene de Israel. Jasbir Puar, profesora asociada de la Universidad Rutgers, citó una comparación que hace el gobierno israelí respecto a los derechos gay en su país y el territorio palestino, la profesora escribió: "con los derechos y asociaciones gay, Israel es un país amigable con la comunidad LGBT, dando una imagen de modernidad, desarrollo, primer mundo y democracia". Comentando las críticas hacia los derechos LGBT y el conflicto con Palestina, el exdirector del proyecto Brand Israel Ido Aharoni mencionó: "no estamos intentando ocultar el conflicto, queremos conversar y crear un sentido de relevancia con otras comunidades".